# 科托帕希火山

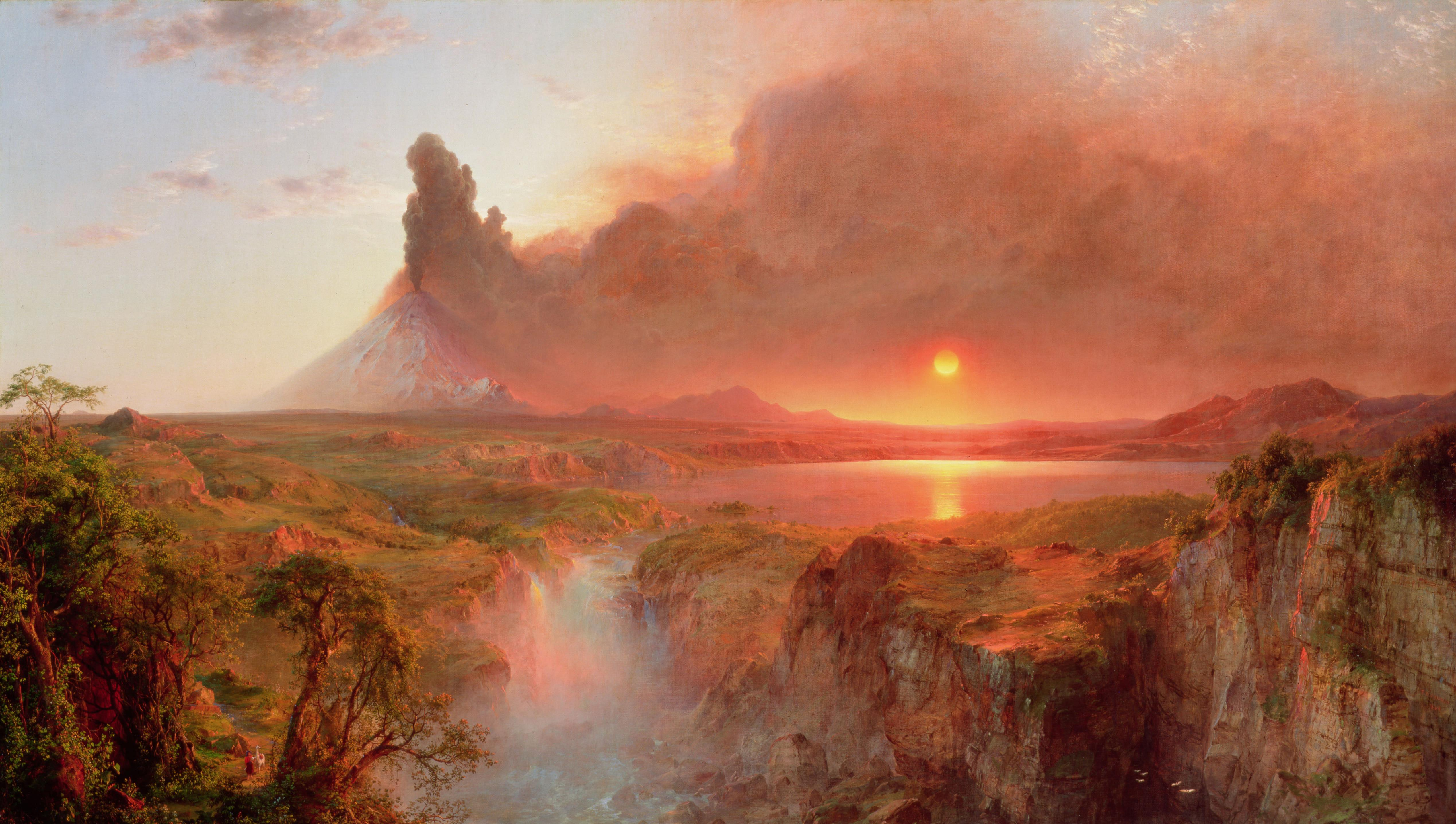
美國畫家弗雷德里克·埃德溫·丘奇筆下的科托帕希峰（創作於1862年），底特律藝術學院館藏。

科托帕希峰（Cotopaxi），又作哥多伯西峰，世界最高的活火山之一，是一座層狀火山，南美洲安第斯山脉的高峰，在厄瓜多尔首都基多之南56公里处。海拔5896米，4700米以上常年积雪，东坡因面迎大西洋信风，雪量大，积雪厚。火山圆锥形，火山口深约360米，直径约700米。
在1532年－1903年间曾发生14次大喷发，1698年一次喷发毁灭了拉塔昆加城（Latacunga）及附近聚落。

## 描述

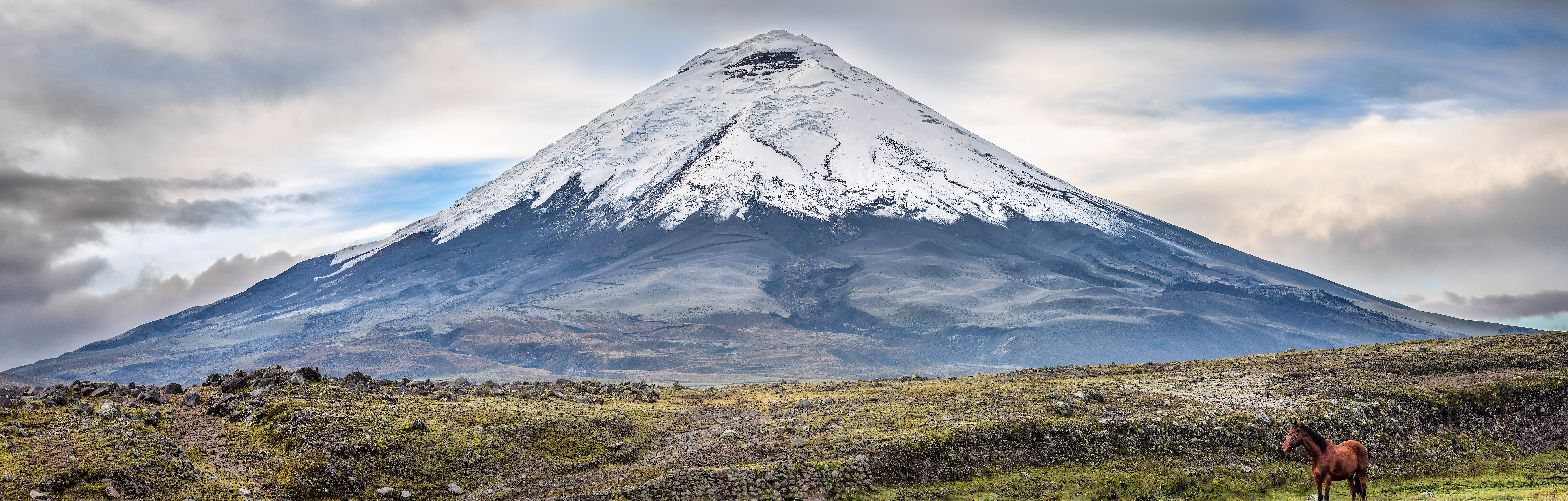
Cotopaxi

在晴朗的日子里，科托帕希在基多的天际线上清晰可见，它是环太平洋火山带的一部分。它有一个几乎对称的锥体，从约3,800米（12,470英尺）的高地平原上升，其基部宽度约为23 km（14 mi）。它拥有世界上为数不多的赤道冰川之一，从5,000米（16,400英尺）的高度开始。在其顶峰，科托帕希有一个800×550米宽的火山口，深250米（820英尺）。火山口由两个同心火山口边缘组成，外部火山口边缘部分无雪，形状不规则。火山口内部覆盖着冰檐，相当平坦。最高点位于北侧火山口的外缘。

## 历史

### 名称
许多来源声称科托帕希（Cotopaxi）在土著语言中的意思是“闪亮的桩”或是“山”，但这是未经证实的。根据当地说克丘亚语的人的说法，“科托”（coto）表示月亮，“帕希”（paxi）表示脖子，是指科托帕希的火山口，看起来像一个新月。即使在15世纪的印加入侵之前，这座山也被当地的安第斯人称为“圣山”。 它被崇拜为“雨水发送者”，作为土地生育的保证者，同时它的峰会被尊为神灵居住的地方。